# Eric Anderson Jr
Eric Anderson (Newark, Nueva Jersey, 15 de abril de 1993) es un baloncestista estadounidense que se desempeña como ala-pívot en las filas de Nacional de la Liga Uruguaya de Básquetbol. Hijo de Jan Atkins y Eric Anderson, es hermano de Jamount, Shylar, India y Kristina.

## Carrera

### Universidad
Eric Anderson empezó su carrera universitaria en New Haven Chargers en West Haven, Connecticut jugando por cuatro años en la División II de la NCAA, en la conferencia Northeast Ten Conference. Cerró su carrera universitaria en 2015 ganando los honores de "Daktronics All-America Third Team" e integró el "Daktronics All-East Region First Team". Además, Anderson es tres veces "Defensive Player of the Year" en el Northeast Ten Conference y 2 veces lo nombraron "All-Northeast 10 First Team", el único jugador en la historia del programa en obtener dichos premios.

#### Universidades
| Club               | País           | Clase     | Año         |
| ------------------ | -------------- | --------- | ----------- |
| New Haven Chargers | Estados Unidos | Freshman  | 2011 - 2012 |
| New Haven Chargers | Estados Unidos | Sophomore | 2012 - 2013 |
| New Haven Chargers | Estados Unidos | Junior    | 2013 - 2014 |
| New Haven Chargers | Estados Unidos | Senior    | 2014 - 2015 |

### Profesional

#### Villa Mitre
En 48 partidos promedió 34.1 minutos, 17.6 puntos, 11.5 rebotes y 2.3 asistencias. Finalizó su temporada con el equipo de La Paternal tras la caída ante Estudiantes de Olavarría por 73-66, que significó el avance a Semifinales de Conferencia del equipo Bataraz en el segundo escalón del básquetbol argentino.

#### Obras Basket
El 3 de mayo de 2018 se confirmó su llegada al tachero para disputar los playoff de la Liga Nacional de Básquet 2017-18.

#### Maccabi Haifa
Disputa la temporada 2019-20 en las filas del Maccabi Haifa B.C. de la Ligat Winner.

#### FC Oporto
En verano de 2020 firma por el FC Porto de la Liga Portuguesa de Basquetebol.